# 새벽의 연화
《새벽의 연화》(暁のヨナ)는 쿠사나기 미즈호가 쓴 만화로, 하쿠센샤의 순정만화 잡지 '하나토유메'에서 2009년 8월부터 연재되고 있다. 2024년 2월 기준으로 42권까지 발매되었다. 피에로가 제작한 텔레비전 애니메이션은 2014년 10월부터 2015년 3월까지 방영했으며, 대한민국의 경우 애니맥스에서 2014년 10월부터 동시 방영했다.

## 줄거리
고화국의 유일한 공주인 연화의 곁에는 어릴 적부터 호위무사 송 학과 사촌 수원이 친구이자 형제처럼 함께 있어 왔다. 하지만, 평온한 삶은 그녀의 열여섯 번째 생일에 끝나게 된다. 아버지께 자신이 짝사랑하는 수원과 맺어 달라고 부탁하기 위해 찾아간 연화는, 수원이 아버지를 시해하는 장면을 목격하고 만다. 학에게 구해진 연화는 비룡성에서 도망쳐 그의 고향인 풍아의 도시로 탈출한다. 학의 할아버지 송 문덕의 제안으로 연화와 학은 신관 익수를 만나고, 익수는 그들에게 고화국을 건국한 초대 왕, 비룡왕(緋龍王)과 사룡(四龍)에 대한 전설을 말해 준다. 연화와 학은 고화국을 떠돌며 살아남기 위해 전설의 네 용을 찾기로 하는데...

## 특이 사항
대한민국에서는 애니맥스에서 방영할 때 애니메이션 15화부터 24화까지 한국어 여는 노래 〈새벽의 꽃〉이 앞부분에 들어갔었다. 이 노래는 2013년 애니송 그랑프리 우승자인 박서희가 부른 것이었다.